# 2018년 동계 올림픽 쇼트트랙 여자 3000m 계주
2018년 동계 올림픽의 쇼트트랙 여자 3000m 계주는 2018년 2월 10일부터 20일까지 대한민국 강릉시 강릉 아이스 아레나에서 진행된다. 예선은 2월 10일에, 결선은 2월 20일에 치러졌고, 대한민국이 금메달을 획득하였다.

## 출전권 예선
2017-18 ISU 쇼트트랙 월드컵 기간 동안의 경기 결과에 따른 세계랭킹에 따라 각국에 일정 쿼터가 배정된다. 한 국가가 받을 수 있는 최대 쿼터수는 그 국가가 계주 경기에 참가하면 남녀당 5쿼터까지, 계주 경기에 참가하지 않으면 3쿼터까지이다. 개최국인 대한민국은 10쿼터를 자동으로 부여받는다.
여자 3000m 계주 종목에는 총 40명 (8팀)분 쿼터가 배정됐다.

## 결과

### 준결승
준결승은 2월 10일에 진행되었다.
QA – 파이널 A에 진출
QB – 파이널 B에 진출
ADV – 피반칙으로 진출
PEN – 페널티
| 순위 | 조 | 국가           | 선수                                                                                  | 시간     | 비고   |
| ---- | -- | -------------- | ------------------------------------------------------------------------------------- | -------- | ------ |
| 1    | 1  | 대한민국       | 심석희 최민정 김예진 김아랑 이유빈                                                    | 4:06.387 | QA, OR |
| 2    | 1  | 캐나다         | 마리안 생젤레 킴 부탱 제이미 맥도널드 카산드라 브라데트                               | 4:07.627 | QA     |
| 3    | 1  | 헝가리         | 페트러 여서퍼티 언드레어 케슬레르 샤러 바치커이 베르너데트 헤이둠                     | 4:09.555 | QB     |
| 4    | 1  | 러시아 출신    | 소피아 프로스비르노바 예카테리나 콘스탄티노바 예카테리나 예프레멘코바 예미나 말라기치 | 4:21.973 | QB     |
| 1    | 2  | 중화인민공화국 | 판커신 한위퉁 취춘위 저우양                                                           | 4:05.315 | QA, OR |
| 2    | 2  | 이탈리아       | 아리안나 폰타나 루차 페레티 체칠리아 마페이 마르티나 발체피나                         | 4:05.918 | QA     |
| 3    | 2  | 네덜란드       | 쉬자너 스휠팅 야라 판 케르크호프 라라 판 라이번 요린 테르 모르스                      | 4:05.977 | QB     |
| 4    | 2  | 일본           | 사이토 히토미 기쿠치 스미레 이토 아유코 기쿠치 유키                                   | 4:12.664 | QB     |

### 결승

#### 파이널 B
| 순위 | 국가        | 선수                                                                                  | 시간     | 비고 |
| ---- | ----------- | ------------------------------------------------------------------------------------- | -------- | ---- |
| 3    | 네덜란드    | 쉬자너 스휠팅 야라 판 케르크호프 라라 판 라이번 요린 테르 모르스                      | 4:03.471 | WR   |
| 4    | 헝가리      | 페트러 여서퍼티 언드레어 케슬레르 샤러 바치커이 베르너데트 헤이둠                     | 4:03.603 |      |
| 5    | 러시아 출신 | 소피아 프로스비르노바 예카테리나 콘스탄티노바 예카테리나 예프레멘코바 예미나 말라기치 | 4:08.838 |      |
| 6    | 일본        | 사이토 히토미 기쿠치 스미레 이토 아유코 기쿠치 유키                                   | 4:13.072 |      |

#### 파이널 A
| 순위 | 국가           | 선수                                                            | 기록     | 주         |
| ---- | -------------- | --------------------------------------------------------------- | -------- | ---------- |
| 1    | 대한민국       | 심석희 최민정 김예진 김아랑                                     | 4:07.361 |            |
| 2    | 이탈리아       | 아리안나 폰타나 루치아 페레티 체칠리아 마페이 마르티나 발체피나 | 4:15.901 |            |
| –    | 중화인민공화국 | 판커신 리진위 취춘위 저우양                                     |          | PEN (실격) |
| –    | 캐나다         | 마리안 생젤레 킴 부탱 발레리 말테 카산드라 브라데트             |          | PEN (실격) |

## 범례
|  | 세계 신기록                  |  |                   | 아프리카 신기록 |                      | Q | 예선 통과 |
|  | 올림픽 신기록                |  | 북아메리카 신기록 | DNS             | 경기를 시작하지 않음 |   |           |
|  |                              |  | 아시아 신기록     | DNF             | 경기를 마치지 않음   |   |           |
|  | 국가 신기록                  |  | 유럽 신기록       | DSQ             | 실격                 |   |           |
|  | 개인 최고 기록 (개인 신기록) |  | 오세아니아 신기록 | WD              | 기권                 |   |           |
|  | 시즌 최고 기록 (시즌 신기록) |  | 남아메리카 신기록 | NM              | 기록 없음            |   |           |

### 쇼트트랙
| ADV | 피반칙으로 다음 라운드 진출 |  |  | QA | 결승전 A (메달 경쟁) |  |  | QB | 결승전 B (메달 없음) |